# Commodore International

Commodore International foi uma empresa de bens de consumo eletrônicos com sede em West Chester, Pensilvânia, Estados Unidos, fundada por Jack Tramiel e que desempenhou um papel vital no mercado de computadores domésticos na década de 70 e 80. A empresa é também conhecida pelo nome de sua unidade de P&D, Commodore Business Machines (CBM).

## História

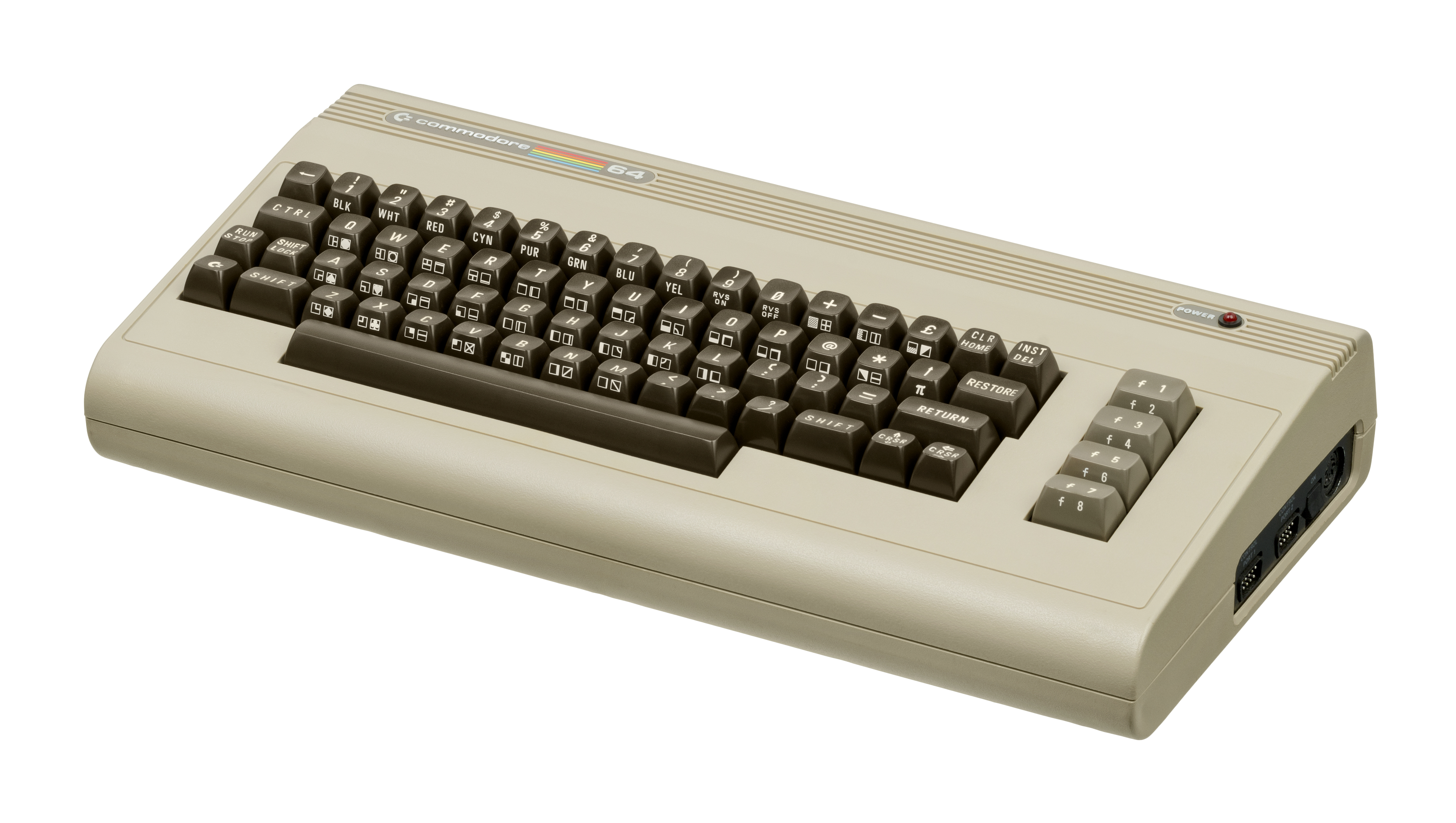
O Commodore 64 de 1982.

A Commodore foi fundada em 1954, produzia primariamente calculadoras, mudando seu foco para computadores pessoais no final da década de 1970. Desenvolveu e comercializou um dos maiores campeões de vendas na área da computação doméstica, o Commodore 64 (1982) e os computadores da linha Amiga entre 1985 e 1994, além dos consoles de videogame Commodore 64 Games System e Amiga CD32.

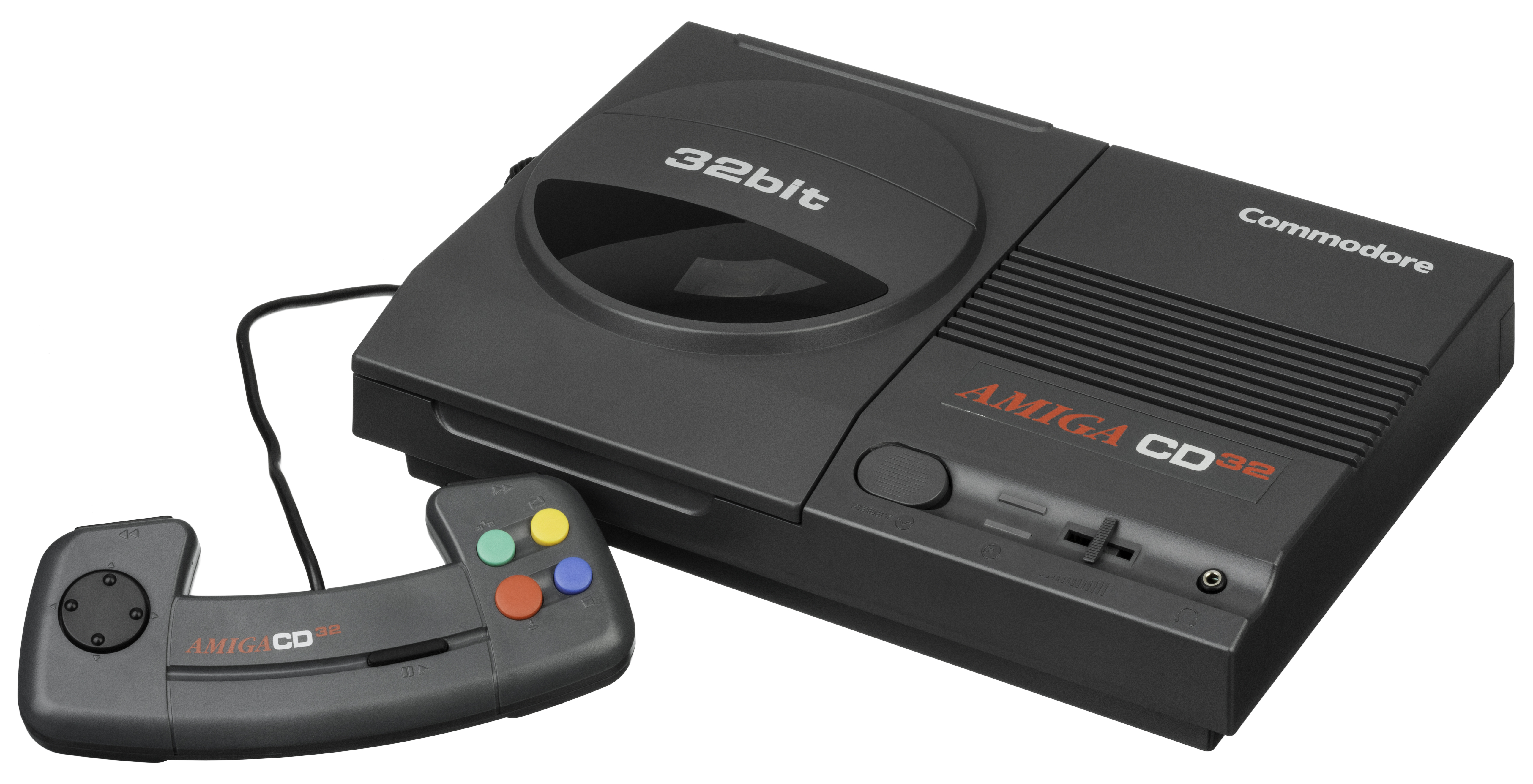
Amiga CD32 de 1993.

A empresa abriu falência em 1994, mas, desde então, houve várias tentativas de ressuscitar outro de seus grandes sucessos, os computadores da linha Amiga.